# Liste des députés de la préfecture d'Aomori
Cette page liste les membres de la Chambre des représentants du Japon élus dans les circonscriptions de la préfecture d'Aomori.

## 41elégislature(1996-2000)
Au cours de la 41e législature, les députés de la préfecture d'Aomori furent les suivants :
| Circonscription | Député | Député          | Parti politique |
| --------------- | ------ | --------------- | --------------- |
| 1re             |        | Yūji Tsushima   | PLD             |
| 2e              |        | Akinori Eto     | PLD             |
| 3e              |        | Tadamori Ōshima | PLD             |
| 4e              |        | Tarō Kimura     | Shinshintō      |

## 42elégislature(2000-2003)
Au cours de la 42e législature, les députés de la préfecture d'Aomori furent les suivants :
| Circonscription | Député | Député          | Parti politique |
| --------------- | ------ | --------------- | --------------- |
| 1re             |        | Yūji Tsushima   | PLD             |
| 2e              |        | Shingo Mimura   | AI              |
| 3e              |        | Tadamori Ōshima | PLD             |
| 4e              |        | Tarō Kimura     | PLD             |

## 43elégislature(2003-2005)
Au cours de la 43e législature, les députés de la préfecture d'Aomori furent les suivants :
| Circonscription | Député | Député          | Parti politique |
| --------------- | ------ | --------------- | --------------- |
| 1re             |        | Yūji Tsushima   | PLD             |
| 2e              |        | Akinori Eto     | PLD             |
| 3e              |        | Tadamori Ōshima | PLD             |
| 4e              |        | Tarō Kimura     | PLD             |

## 44elégislature(2005-2009)
Au cours de la 44e législature, les députés de la préfecture d'Aomori furent les suivants :
| Circonscription | Député | Député          | Parti politique |
| --------------- | ------ | --------------- | --------------- |
| 1re             |        | Yūji Tsushima   | PLD             |
| 2e              |        | Akinori Eto     | PLD             |
| 3e              |        | Tadamori Ōshima | PLD             |
| 4e              |        | Tarō Kimura     | PLD             |

## 45elégislature(2009-2012)
Au cours de la 45e législature, les députés de la préfecture d'Aomori furent les suivants :
| Circonscription | Député | Député               | Parti politique |
| --------------- | ------ | -------------------- | --------------- |
| 1re             |        | Hokuto Yokoyama (ja) | PDJ             |
| 2e              |        | Akinori Eto          | PLD             |
| 3e              |        | Tadamori Ōshima      | PLD             |
| 4e              |        | Tarō Kimura          | PLD             |

## 46elégislature(2012-2014)
Au cours de la 46e législature, les députés de la préfecture d'Aomori furent les suivants :
| Circonscription | Député | Député            | Parti politique |
| --------------- | ------ | ----------------- | --------------- |
| 1re             |        | Jun Tsushima (ja) | PLD             |
| 2e              |        | Akinori Eto       | PLD             |
| 3e              |        | Tadamori Ōshima   | PLD             |
| 4e              |        | Tarō Kimura       | PLD             |

## 47elégislature(2014-2017)
Au cours de la 47e législature, les députés de la préfecture d'Aomori furent les suivants :
| Circonscription | Député | Député            | Parti politique |
| --------------- | ------ | ----------------- | --------------- |
| 1re             |        | Jun Tsushima (ja) | PLD             |
| 2e              |        | Akinori Eto       | PLD             |
| 3e              |        | Tadamori Ōshima   | PLD             |
| 4e              |        | Tarō Kimura       | PLD             |

## 48elégislature(2017-2021)
Au cours de la 48e législature, les députés de la préfecture d'Aomori furent les suivants :
| Circonscription | Député | Député            | Parti politique |
| --------------- | ------ | ----------------- | --------------- |
| 1re             |        | Jun Tsushima (ja) | PLD             |
| 2e              |        | Tadamori Ōshima   | PLD             |
| 3e              |        | Jirō Kimura (ja)  | PLD             |

## 49elégislature(2021-2024)
Au cours de la 49e législature, les députés de la préfecture d'Aomori furent les suivants :
| Circonscription | Député | Député              | Parti politique |
| --------------- | ------ | ------------------- | --------------- |
| 1re             |        | Akinori Eto         | PLD             |
| 2e              |        | Jun'ichi Kanda (ja) | PLD             |
| 3e              |        | Jirō Kimura (ja)    | PLD             |

## 50elégislature(depuis 2024)
Au cours de la 50e législature, les députés de la préfecture d'Aomori sont les suivants :
| Circonscription | Député | Député              | Parti politique |
| --------------- | ------ | ------------------- | --------------- |
| 1re             |        | Jun Tsushima (ja)   | PLD             |
| 2e              |        | Jun'ichi Kanda (ja) | PLD             |
| 3e              |        | Hanako Okada (ja)   | PDC             |